# Hermann Höfle (général SS)
Ne doit pas être confondu avec Hermann Höfle.
Pour les articles homonymes, voir Höfle.
Hermann Höfle (12 septembre 1898 - 9 décembre 1947) est un officier SS et chef supérieur de la SS et de la police allemand pendant la Seconde Guerre mondiale.

## Biographie
Fils d'un officier des Postes, il fut mobilisé dans l'armée impériale allemande en 1916 en tant que soldat du 8e régiment d’infanterie bavarois (de) et sert également de pilote d'observation pendant la Première Guerre mondiale. Après la guerre, il fait partie du Freikorps von Epp et du Bund Reichskriegsflagge (en) d'Ernst Röhm, participant au putsch de la Brasserie en novembre 1923. Il rejoint officiellement la Sturmabteilung (SA) au début des années 1930. De 1920 à 1934, il est officier dans la Reichswehr et finit versé dans la réserve avec le rang de major. Parlant l'espagnol couramment, il est qualifié comme interprète en 1931. Il s'est marié en 1925 et a eu deux filles.
D’août 1934 à janvier 1937, il est l'un des leader du Corps de transport nazi (NSKK) à Munich, directeur du NSKK Reichsführerschule de 1935 à 1937 et, à partir d'août 1937, inspecteur de la formation NSKK. Il dirigea la brigade NSKK « Ostmark » de juin à septembre 1937, puis successivement chef du NSKK Motorgruppe « Niederschlesien » jusqu'en décembre 1941 et chef du NSKK Motorgruppe « Upper Silesia » à partir du 1er juillet 1943. En outre, il a dirigé le NSKK Verkehrskompanien dans le corps.
Höfle ne rejoignit officiellement le parti nazi qu'en mai 1937 (membre no 3 924 970) et rejoignit la SS en juillet 1943 à la demande du Reichsführer-SS Heinrich Himmler (membre no 463 093). De septembre 1943 à octobre 1944, il est nommé Höhere SS- und Polizeiführer de Brunswick. De fin septembre 1944 à la fin de la Seconde Guerre mondiale, il occupa un poste similaire en Slovaquie. Depuis ce poste, il joua un rôle de premier plan dans la répression du soulèvement national slovaque. Arrêté par les autorités tchécoslovaques, il fut jugé avec Hanns Ludin. Tous deux ont été condamnés à mort et exécutés par pendaison le 9 décembre 1947. Toutefois, certaines sources affirment qu'il est décédé en détention le 3 décembre.

## Décorations
- Croix de fer (1914) de 2e et 1re Classe[6]
- Ordre du Mérite militaire de 4e Classe avec épées[6]
- Ordre du sang, le 9 novembre 1933 (n° 1 491)
- Croix d'Espagne en Bronze
- Croix de fer avec agrafes de 2e et 1re Classe
- Croix du Mérite de guerre (1939) de 2e et 1re Classe avec épées
- Totenkopfring der SS
- (de) Eisernes Ehrenschild des Luftgaues XI

## Promotions
| Date           | Rang                                             |
| -------------- | ------------------------------------------------ |
| Août 1916      | Fahnenjunker,                                    |
| Novembre 1916  | Gefreiter                                        |
| Janvier 1918   | Fähnrich                                         |
| Janvier 1918   | Leutnant                                         |
| Avril 1925     | Oberleutnant                                     |
| Novembre 1933  | SA-Standartenführer                              |
| Août 1934      | NSKK-Standartenführer                            |
| Avril 1935     | NSKK-Oberführer                                  |
| Janvier 1936   | NSKK-Brigadeführer                               |
| Septembre 1937 | NSKK-Gruppenführer                               |
| Janvier 1939   | NSKK-Obergruppenführer                           |
| Juillet 1943   | SS-Gruppenführer und Generalleutnant der Polizei |
| Avril 1944     | SS-Obergruppenführer und General der Polizei     |
| Juillet 1944   | SS-Obergruppenführer und General der Waffen-SS   |